# Alojz Rožman
Alojz (Lojze) Rožman, slovenski gospodarstvenik, * 24. maj 1932, Vučja vas, † 16. maj 2022.

## Življenje in delo
Rožman je končal gimnazijo v Ljutomeru in se zaposlil kot računovodja v različnih podjetjih v Radencih, Murski Soboti in Kopru ter med delom nadaljeval s študijem. Leta 1969 diplomiral na Višji upravni šoli v Ljubljani, predhodnici današnje Fakultete za upravo. Od 1962 je bil zaposlen na vodilnih mestih v dekanski kemični tovarni Iplas, od 1972-1982 kot glavni direktor. Pripomogel je, da se je Iplas uvrstil v vrh slovenske bazične kemije. V letih 1982−1985 je bil podpredsednik  Gospodarske zbornice Slovenije in nato do 1990 vodja predstavništva Gospodarske zbornice Jugoslavije v Trstu.